# Цовак
Цова́к (арм. Ծովակ, ранее Загалу, Нижний Загалу) — село в Армении, в Гегаркуникской области.

## История
Под данным Кавказского календаря на 1908 год в селе Загалу Новобаязетского уезда проживало 984 человека, а на 1915 год — 1166 человек, в основном армяне. 12 августа 1946 года село Неркин (Нижний) Загалу Басаргечарского района было переименовано в Цовак.
В результате раскопок, проводимых начиная с 1906 года, близ села были обнаружены две разновременные группы больших земляных курганов, перекрывавших каменные склепы с коллективными захоронениями и относящихся к периоду позднего бронзового и раннего железного веков (причем более ранняя из групп характеризуется полным отсутствием железных предметов), а также древняя циклопическая крепость, относящаяся к периоду государства Урарту. Клинописная надпись VIII века до н. э., найденная у крепости, упоминает о завоевании урартским царём Сардури II (764—735 гг. до н. э.) «страны Аркукини» и достижения им границ «страны Уртехини», которую армянские учёные отождествляют с исторической областью Арцах.